# Moulay Abdallah
Moulay Abdallah oder Moulay Abdallah Amghar (arabisch مولاي عبد الله; alter Name: Zentralatlas-Tamazight ⵜⵉⵟ Titṭ) ist ein historischer Ort mit etwa 4.000 und Hauptort einer Landgemeinde (commune rurale) mit ca. 17.000 Einwohnern in der Region Doukkala bei der Stadt El Jadida an der marokkanischen Atlantikküste.

## Lage und Klima
Moulay Abdallah liegt etwa 12 km (Fahrtstrecke) südwestlich der Stadt El Jadida. Der Ort selbst hat eine Höhe von ca. 15 m; das Gemeindegebiet erreicht Höhen von ca. 100 m. Der im Jahr 1982 eröffnete Phosphathafen Jorf Lasfar liegt weitere 7 km südwestlich. Das Klima ist in hohem Maße vom Atlantik beeinflusst und ist für marokkanische Verhältnisse eher gemäßigt.

## Bevölkerung
| Jahr      | 1994  | 2004  | 2014   | 2024   |
| Einwohner | k. A. | 6.482 | 12.456 | 17.438 |

Die meisten Einwohner des Ortes sind berberischer Abstammung und erst in der zweiten Hälfte des 20. Jahrhunderts zugewandert. Man spricht jedoch überwiegend Marokkanisches Arabisch.

## Wirtschaft
In früheren Zeiten lebten die Bewohner des Ortes vom Fischfang und von den spärlichen Erträgen der Felder bzw. von der Viehzucht im Hinterland. Der nahegelegene Phosphathafen und die Industrieanlagen von Jorf Lasfar bieten Arbeitsplätze.

## Geschichte
Gemäß der Überlieferung kam um die Mitte des 11. Jahrhunderts Abdallah Amghar, der Spross einer arabischen Familie, nach Marokko und ließ sich im Stammesgebiet der Sanhaja-Berber in der Region Doukkala nieder. Er wirkte als Korangelehrter und Sufi und wurde als „Heiliger Mann“ verehrt. Etwa 100 Jahre später wurde die Region Doukkala von den Almohaden erobert, die Tit (berberisch für „Augen“ oder „Quelle“) zu einem befestigten Kloster (ribat) machten, das allerdings nur wenige Jahrzehnte Bestand hatte. In der Folgezeit siedelten sich Berber in den Mauern an – sie wurden im Jahr 1520 vom Ouattasiden-Sultan Abu Abdallah Muhammad II. al-Burtuqali (reg. 1504–1526) wegen (angeblicher) Kollaboration mit den Portugiesen vertrieben und auch die Stadtmauern wurden größtenteils niedergerissen.

## Sehenswürdigkeiten
- Im Zentrum des Ortes erheben sich zwei Minarette, von denen das kleinere von einigen Forschern manchmal noch dem 11. Jahrhundert, d. h. der Zeit Abdallah Amghars oder kurz danach, zugerechnet wird. Das andere zeigt deutlich entwickeltere Formen (darunter Lambrequinbögen und in gleicher Höhe endende Rautenmotive) und hat einen Laternenaufsatz mit abschließender Kuppel.
- Reste der aus Stein – und nicht, wie in Marokko ansonsten üblich, aus Stampflehm – gemauerten Stadtmauer mit einem Tor zur Meerseite sind noch heute sichtbar.

## Feste

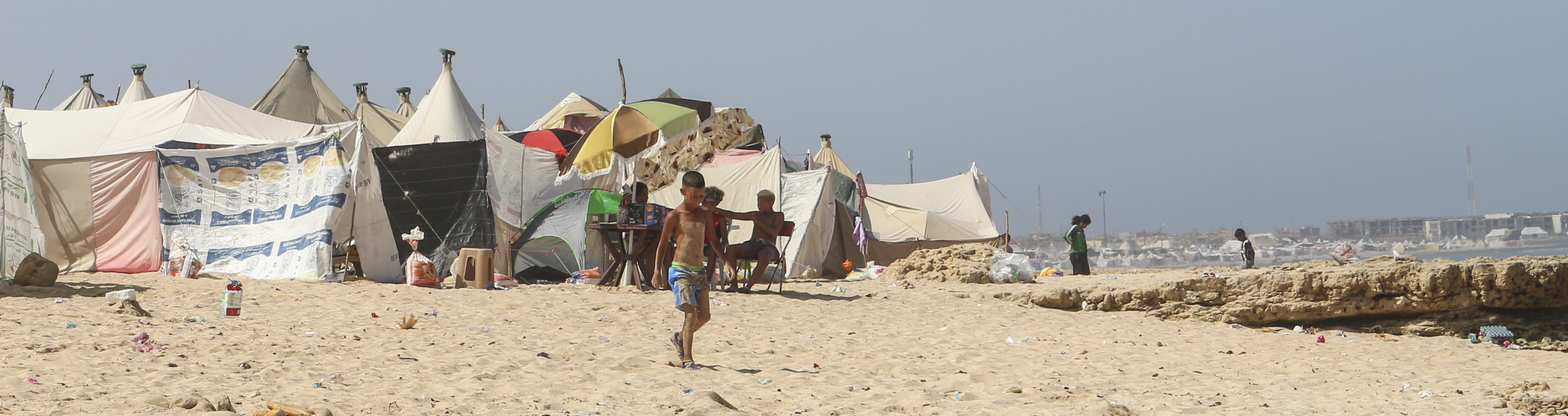
Zeltstadt während des Moussems am Strand (2023)

Der Ort ist einmal im Jahr Mittelpunkt eines der bedeutendsten mehrtägigen Pilgerfeste (moussems) Marokkos mit Märkten, Akrobaten, Schlangenbeschwörern, Reiterspielen (fantasias) und etwa 200.000 Besuchern. Während der Protektoratszeit (1912–1956) nahm der Moussem mehr und mehr einen nationalen Charakter an und wurde von den französischen Kolonialherren mit Argwohn beobachtet.